# Saatgut Austria
Saatgut Austria ist die Vereinigung der Pflanzenzüchter, Saatgutproduzenten und Saatgutkaufleute in Österreich. Gegründet wurde sie 1949, im Jahr 2000 erfolgte der Zusammenschluss in der „Vereinigung der Pflanzenzüchter und Saatgutkaufleute Österreichs“, kurz „Saatgut Österreich“. 2015 benannte sich die Vereinigung in den heutigen Namen um.
Der Obmann von Saatgut Austria ist Michael Gohn (Probstdorfer Saatzucht), seine Stellvertreter sind Johann Blaimauer (RWA Raiffeisen Ware Austria), Johann Birschitzky (Saatzucht Donau) und Erich Schwarzenberger (Samen Schwarzenberger).
Aktuell zählt Saatgut Austria 38 Mitglieder: 25 Unternehmen, drei Institutionen und zehn Privatpersonen. Insgesamt beschäftigen die Mitglieder von Saatgut Austria etwa 1.000 Mitarbeiter.

## Aufgaben
Saatgut Austria vertritt die Interessen der Mitglieder gegenüber Behörden, Institutionen und in der Öffentlichkeit. Saatgut Austria selbst ist als ordentliches Mitglied in den internationalen Vereinigungen European Seed Association (ESA) und International Seed Federation (ISF) vertreten.

### Dachmarke
Mit dem amtlich anerkannten „Original-Saatgut“ versorgt Saatgut Austria die österreichischen Landwirte mit zertifiziertem Saatgut. Unter der Dachmarke SAATGUT AUSTRIA bietet die österreichische Saatgutwirtschaft Saatgutmischungen für Grünland und Feldfutterbau an, die beim Bundesamt für Ernährungssicherheit registriert sind.

### Veranstaltungen
Seit 1949 veranstaltet die Organisation eine alljährliche Tagung für Wissenschaft, Pflanzenzüchter, Saatgutproduzenten und Berater in der HBLFA Raumberg-Gumpenstein, auf der aktuelle Themenstellungen zu Pflanzenzüchtung und Saatgutproduktion behandelt und diskutiert werden. Im Anschluss an diese Tagungen wird jeweils ein Tagungsband veröffentlicht.

## Mitglieder von Saatgut Austria
- Advance Agrifood GmbH
- Austrosaat
- AGROS Service GmbH
- BOKU – Universität für Bodenkultur
- Bundesanstalt für alpenländische Landwirtschaft
- Eurosivo s.r.o.
- Etter Friedrich GesmbH – Ing. Friedrich Etter
- Hesa Saatengroßhandlung GesmbH & Co Nfg KG
- KWS Austria Saat GmbH
- Kärntner Saatbau e.Gen.
- Kwizda GmbH Saatguttechnik
- Landwirtschaftliches Versuchszentrum Steiermark
- Maribo Seed International ApS
- NÖS – Niederösterreichische Saatbaugenossenschaft
- Österreichische Rübensamenzucht GmbH
- Österr. Arbeitsgemeinschaft für Grünland und Feldfutterbau
- Pioneer Hi-Bred Northern Europe Sales Division GmbH
- Polanz Samen
- Probstdorfer Saatzucht
- R.A.G.T Saaten Österreich GmbH
- Raiffeisen Ware Austria
- Saatbau Linz eGen
- Saatzucht Donau GesmbH & Co. KG
- Saatzucht LFS Edelhof
- Saatzucht Gleisdorf Ges.m.b.H. & Co. KG
- Samen Schwarzenberger
- Prämonstratenser Chorherrenstift Schlägl
- Steirer Saat reg. GenmbH
- Syngenta Agro GmbH
- Tiroler Saatbaugenossenschaft
- tec2trade GmbH Technology Transfer & Consulting[6]